# New York Jets 1977
La stagione 1977 dei New York Jets è stata la ottava della franchigia nella National Football League, la 18ª complessiva. Nella prima stagione senza Joe Namath come quarterback, la squadra terminò per la terza stagione consecutiva con un record di 3–11 sotto la direzione del nuovo capo-allenatore Walt Michaels. 

## Scelte nel Draft 1977

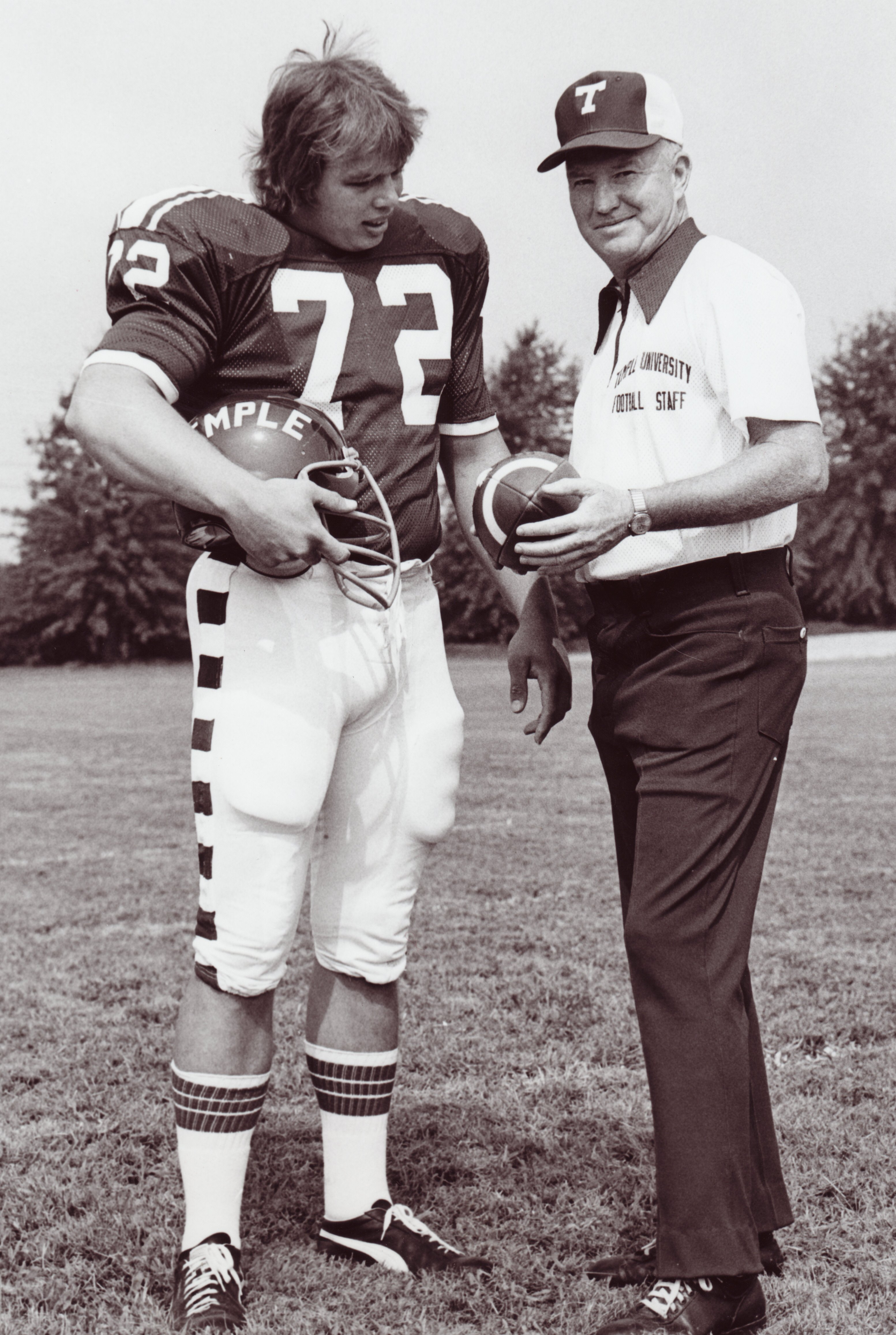
Joe Klecko, qui con un allenatore ai tempi del college, fu scelto nel corso del sesto giro del Draft 1977 dai Jets

| Scelte dei Jets nel Draft 1977 | Scelte dei Jets nel Draft 1977 | Scelte dei Jets nel Draft 1977 | Scelte dei Jets nel Draft 1977 | Scelte dei Jets nel Draft 1977 |
| Giro                           | Scelta                         | Giocatore                      | Ruolo                          | College                        |
| ------------------------------ | ------------------------------ | ------------------------------ | ------------------------------ | ------------------------------ |
| 1                              | 4                              | Marvin Powell                  | OT                             | USC                            |
| 2                              | 33                             | Wesley Walker                  | WR                             | California                     |
| 3                              | 72                             | Tank Marshall                  | DT                             | Texas A&M                      |
| 4                              | 90                             | Scott Dierking                 | RB                             | Purdue                         |
| 5                              | 116                            | Perry Griggs                   | WR                             | Troy State                     |
| 5                              | 129                            | Gary Gregory                   | OT                             | Baylor                         |
| 6                              | 144                            | Joe Klecko                     | DT                             | Temple                         |
| 7                              | 168                            | Charlie White                  | RB                             | Bethune-Cookman                |
| 7                              | 171                            | Bob Grupp                      | P                              | Duke                           |
| 7                              | 195                            | Kevin Long                     | RB                             | South Carolina                 |
| 8                              | 200                            | Dan Alexander                  | OG                             | LSU                            |
| 8                              | 210                            | Ed Thompson                    | LB                             | Ohio State                     |
| 9                              | 227                            | Matt Robinson                  | QB                             | Georgia                        |
| 10                             | 256                            | John Hennessy                  | LB                             | Michigan                       |
| 11                             | 307                            | Dave Butterfield               | DB                             | Nebraska                       |
| 12                             | 312                            | Phil Gargis                    | QB                             | Auburn                         |
| 12                             | 313                            | Dave Conrad                    | OT                             | Maryland                       |

## Roster
| Roster dei New York Jets nel 1977 |
| --- |
| Quarterback - 10 Marty Domres - 17 Matt Robinson - 14 Richard Todd Running Back - 25 Scott Dierking - 21 Clark Gaines FB - 42 Bruce Harper - 33 Kevin Long FB - 44 Tom Newton Wide Receiver - 88 Rich Caster - 80 Shelton Diggs - 82 David Knight - 85 Wesley Walker Tight End - 83 Jerome Barkum - 86 Bob Raba Offensive Linemen - 60 Dan Alexander G - 71 Jeff Bleamer T - 65 Joe Fields C - 79 Marvin Powell T - 77 Garry Puetz G - 66 Randy Rasmussen G - 61 John Roman G Defensive Linemen - 77 Carl Barzilauskas DT - 73 Joe Klecko DT - 68 Tank Marshall DT - 76 Lawrence Pillers DE - 74 Abdul Salaam DT Linebacker - 51 Greg Buttle - 55 John Ebersole - 63 John Hennessy - 52 Mike Hennigan - 56 Larry Keller - 59 Bob Martin - 53 Al Palewicz - 57 Carl Russ Defensive Back - 37 Billy Hardee CB - 22 Burgess Owens FS - 48 Ken Schroy - 23 Shafer Suggs SS - 38 Ed Taylor CB - 39 Maurice Tyler Special Team - 5 Pat Leahy K - 15 Chuck Ramsey P                             |
| Legenda - I rookie sono in corsivo. - Il primo ruolo è il principale mentre gli eventuali successivi indicano i ruoli secondari. - (IR) sta per Injured Reserve ed indica la lista ristretta per un solo giocatore infortunato che può tornare ad allenarsi dopo la settimana 6 e a rientrare in prima squadra dopo che questa ha giocato 8 partite. - (NF-Inj.) / (NF-Ill.) stanno rispettivamente per Non-Football Injured e Non-Football Illness ed indicano le liste dove viene inserito un giocatore che ha un infortunio o una malattia non dipendente dal football americano. - (PUP) sta per Physically Unable to Perform ed indica la lista dove viene inserito un giocatore mentre è in attesa di recuperare la condizione fisica. Nella stagione regolare dopo la sesta partita giocata dalla propria squadra, il giocatore ha tempo tre settimane per riprendere ad allenarsi, più tre settimane aggiuntive dal suo rientro agli allenamenti per rientrare in prima squadra. |

## Calendario
| Stagione regolare | Stagione regolare       | Stagione regolare | Stagione regolare   |
| Turno             | Avversario              | Risultato         | Stadio              |
| ----------------- | ----------------------- | ----------------- | ------------------- |
| 1                 | at Houston Oilers       | S 20–0            | Astrodome           |
| 2                 | Baltimore Colts         | S 20–12           | Giants Stadium      |
| 3                 | New England Patriots    | V 30–27           | Shea Stadium        |
| 4                 | at Buffalo Bills        | V 24–19           | Rich Stadium        |
| 5                 | at Miami Dolphins       | S 21–17           | Miami Orange Bowl   |
| 6                 | Oakland Raiders         | S 28–27           | Shea Stadium        |
| 7                 | at New England Patriots | S 24–13           | Schaefer Stadium    |
| 8                 | Miami Dolphins          | S 14–10           | Shea Stadium        |
| 9                 | Seattle Seahawks        | S 17–0            | Shea Stadium        |
| 10                | at Baltimore Colts      | S 33–12           | Memorial Stadium    |
| 11                | Pittsburgh Steelers     | S 23–20           | Shea Stadium        |
| 12                | at New Orleans Saints   | V 16–13           | Louisiana Superdome |
| 13                | Buffalo Bills           | S 14–10           | Shea Stadium        |
| 14                | at Philadelphia Eagles  | S 27–0            | Veterans Stadium    |

## Classifiche
| AFC East             | AFC East | AFC East | AFC East | AFC East | AFC East | AFC East | AFC East | AFC East | AFC East |
|                      | V        | S        | P        | %        | DIV      | CONF     | PF       | PA       | STR      |
| -------------------- | -------- | -------- | -------- | -------- | -------- | -------- | -------- | -------- | -------- |
| Baltimore Colts(2)   | 10       | 4        | 0        | .714     | 6–2      | 9–3      | 295      | 221      | V1       |
| Miami Dolphins       | 10       | 4        | 0        | .714     | 6–2      | 8–4      | 313      | 197      | V1       |
| New England Patriots | 9        | 5        | 0        | .643     | 4–4      | 7–5      | 278      | 217      | S1       |
| New York Jets        | 3        | 11       | 0        | .214     | 2–6      | 2–10     | 191      | 300      | S2       |
| Buffalo Bills        | 3        | 11       | 0        | .214     | 2–6      | 2–10     | 160      | 313      | S1       |